# Полимиктичко језеро
Поликтичко језеро (грч. poly — више и грч. miktos — измешан) је језеро у којем се према термичкој класификацији врши мешање целокупне водене масе, од површине до дна. Спада у групу холомиктичких језера. Карактеристична су за тропске области. Мешање се обавља често, више пута, захваљујући јаком загревању површине током дана и хлађењу током ноћи. Можемо их поделити на „хладна полимиктичка“ (планинске области) и „топла полимиктичка“ (тропи).